# Região do Grande ABC

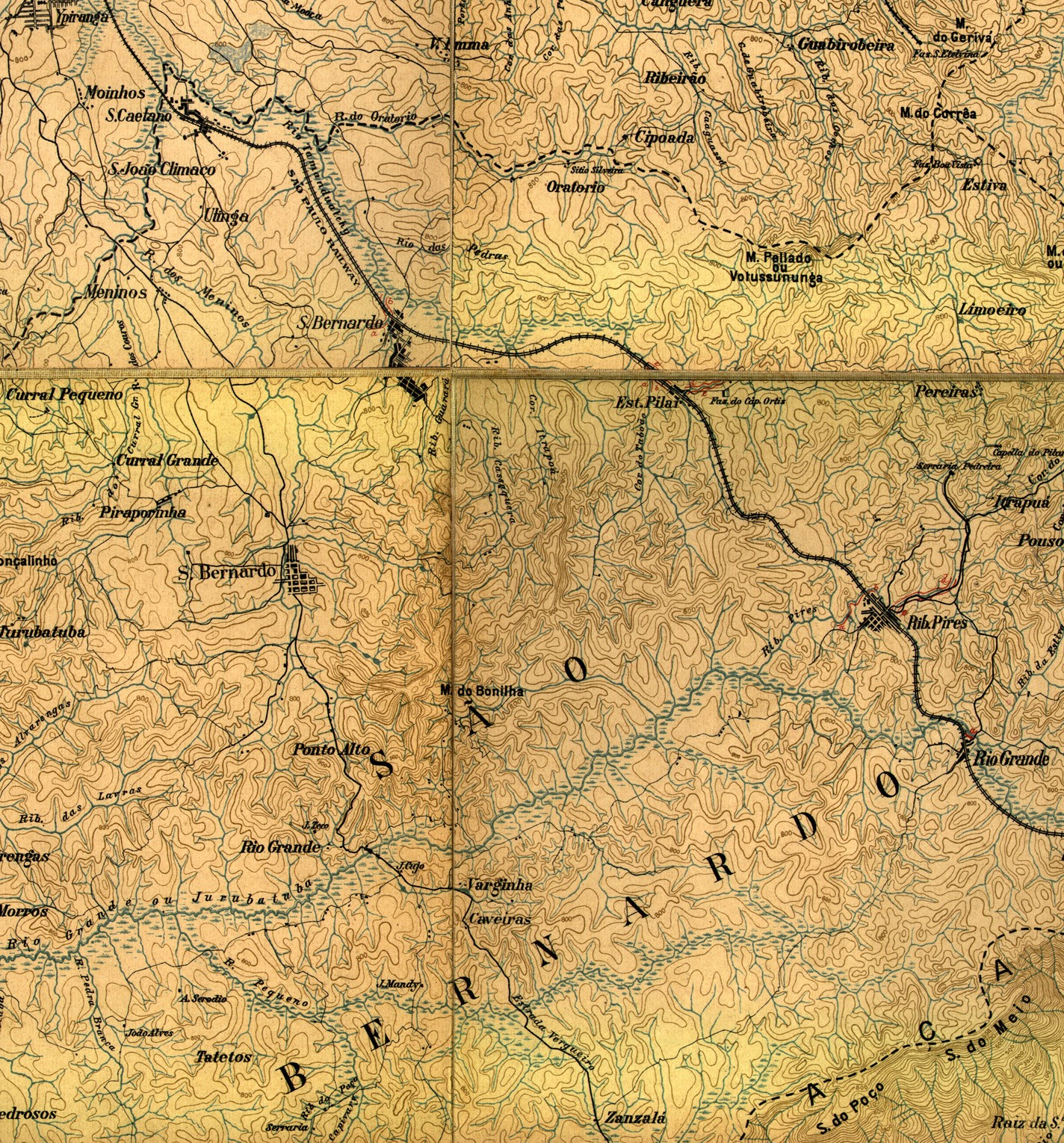
Mapa da antiga cidade de São Bernardo, abrangendo toda a Região do Grande ABC. Observa-se a Estrada do Vergueiro, a Estrada de Ferro Santos-Jundiaí e alguns núcleos urbanos.

Brasão das sete cidades do ABC

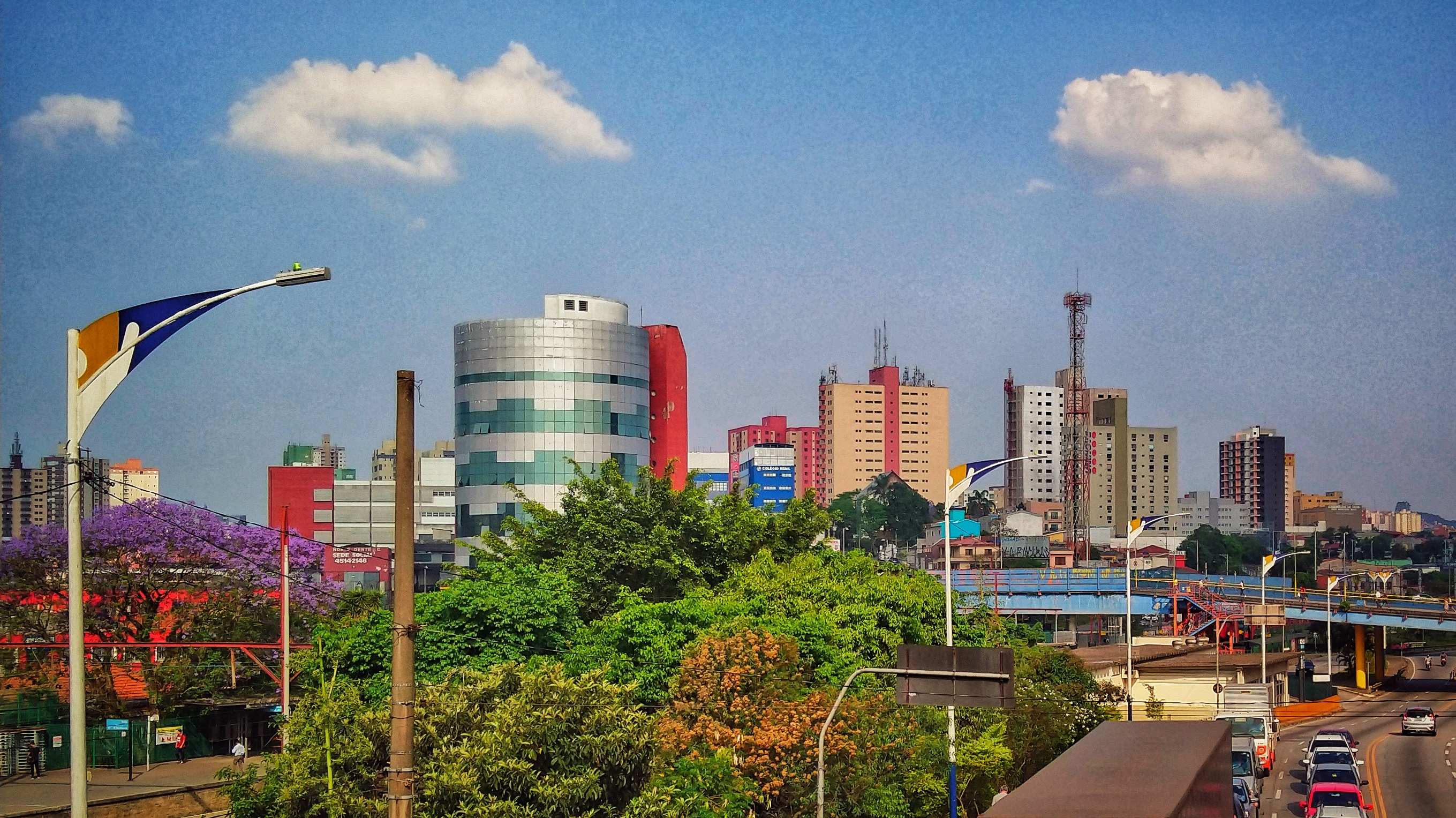
Mauá, importante polo industrial e petroquímico.

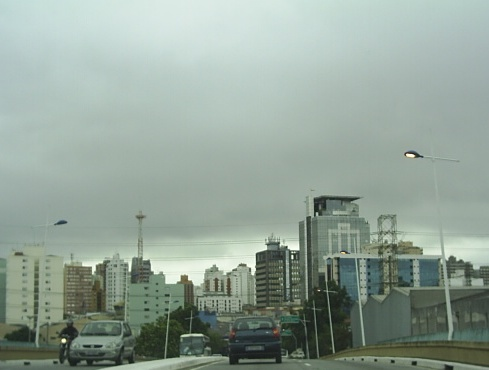
São Caetano do Sul, a cidade com o melhor IDH do Brasil.

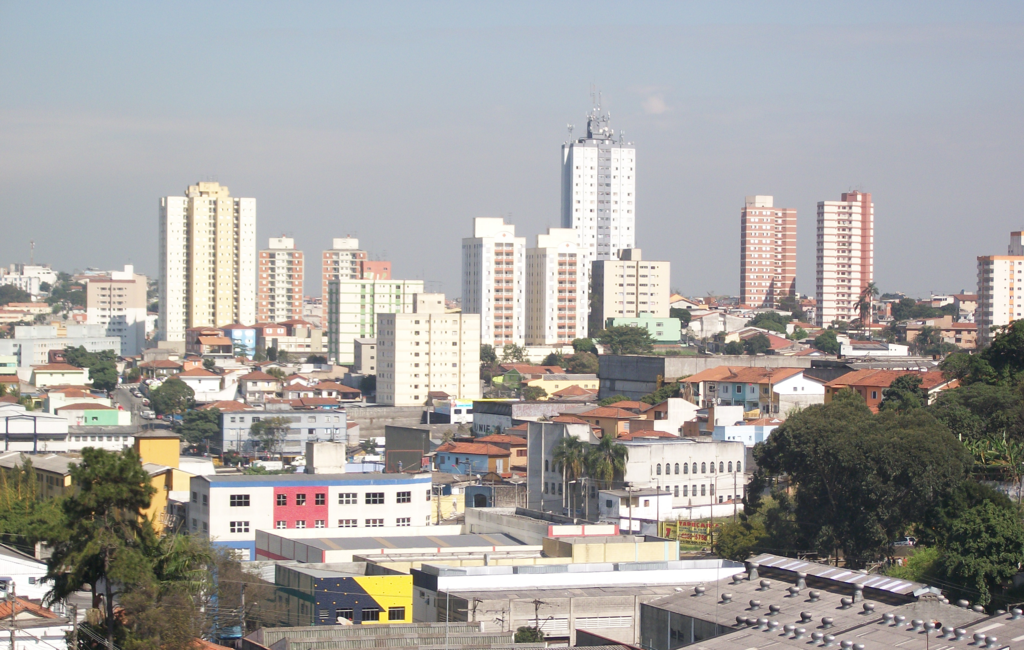
Diadema, um importante centro industrial.

Santo André, a quinta melhor cidade do Brasil para se viver com os filhos.

São Bernardo do Campo, berço de várias montadoras do Brasil, exemplo da Volkswagen e Mercedes-Benz.

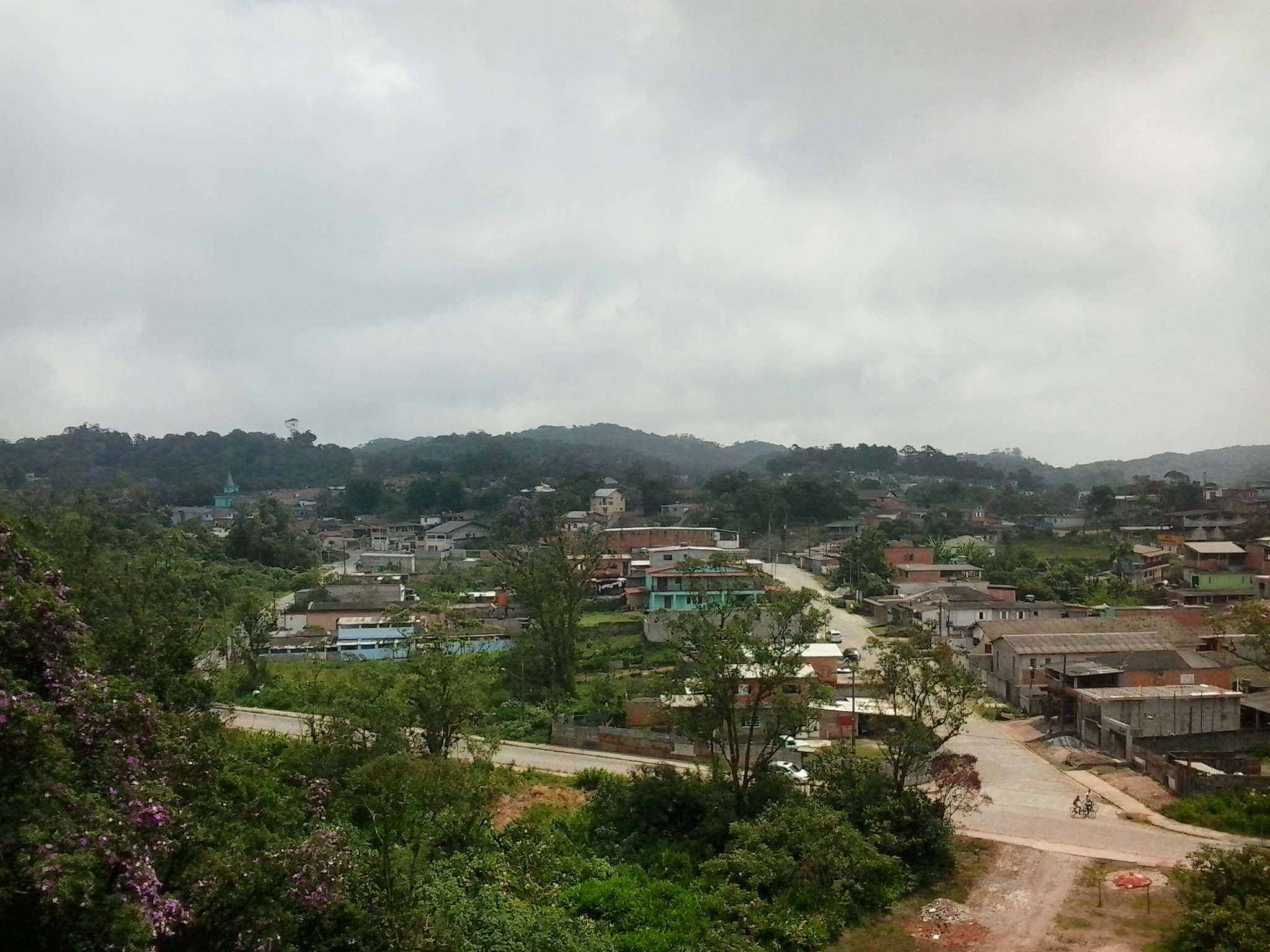
Cidade de Rio Grande da Serra

A Zona Sudeste da Grande São Paulo, mais conhecida como ABC Paulista, Região do Grande ABC, ABC, ABCD ou ainda ABCDMRR é uma região tradicionalmente industrial do estado de São Paulo, parte da Região Metropolitana de São Paulo, porém com identidade própria. A sigla vem das três cidades que, originalmente, formavam a região em um único município, sendo: Santo André (A), São Bernardo do Campo (B) e São Caetano do Sul (C). Às vezes, Diadema (D) é incluída na sigla.
A sigla foi dada em ordem alfabética no ato de suas fundações, devido à influência da religião católica na região, fato este que deu a origem da sigla "ABC" Paulista, a região dos três santos de São Paulo. É relativamente comum encontrar também ABCDMRR que também inclui, além de Diadema, os municípios de Mauá, Ribeirão Pires e Rio Grande da Serra.

## Aspectos gerais
Apesar de não contribuírem à sigla original, também fazem parte da região Mauá, Ribeirão Pires, Rio Grande da Serra (pois eram extensão do município de Santo André, antes da divisão) e Diadema. A Represa Billings banha 6 dos 7 municípios da região, exceto São Caetano do Sul. Os 7 municípios somados perfazem uma área de 825 km², e reúnem uma população de mais de 2,5 milhões de habitantes (estimativa do IBGE para 2007).
Em Santo André estão ainda localizados os distritos de Parque Capuava e Paranapiacaba, bem como o subdistrito de Utinga, também chamado de 2º subdistrito. Em São Bernardo do Campo, o distrito de Riacho Grande e o bairro de Rudge Ramos; Os bairros de Piraporinha e de Eldorado, em Diadema. Em Mauá, os bairros de Jardim Zaíra, Bairro Capuava, Jardim Guapituba não constituem legalmente distritos, mas desempenham funções polarizadoras em suas respectivas áreas. Em Ribeirão Pires está o distrito de Ouro Fino Paulista.
São Caetano do Sul é o município com menor área territorial do Grande ABC, com 15,3 km²; a menor população residente é a de Rio Grande da Serra (42 405 habitantes em 2007). São Bernardo do Campo possui a maior população residente (781 390 habitantes em 2007) e também a maior área (406 km², quase a metade de toda a região). 
O acesso da cidade de São Paulo a esta região é feito principalmente pelas rodovias Anchieta e Imigrantes, pelas avenidas Cupecê, Engenheiro Armando de Arruda Pereira, dos Bandeirantes, do Estado, Salim Farah Maluf, Anhaia Melo, Oratório e pelos corredores de trólebus e pelos trens urbanos da Linha 10-Turquesa, operada pela CPTM.
A história da região do ABC Paulista começa com sua ocupação pelos indígenas e pelos portugueses que, liderados por Martim Afonso de Sousa e João Ramalho, fundaram em 1553 a vila de Santo André da Borda do Campo, de onde se iniciou a ocupação de todo o planalto paulista e que daria origem, no ano seguinte, à vila de São Paulo de Piratininga, a atual cidade de São Paulo. Passados alguns anos a vila de Santo André foi extinta, e os habitantes transferidos para São Paulo.
Em 1717 surge a fazenda São Bernardo, de monges beneditinos, na mesma região da antiga vila de Santo André da Borda do Campo. Um século depois é fundada a freguesia de São Bernardo e, em 1889, a região é transformada em município. No século XX, movimentos emancipacionistas conseguem a divisão da cidade de São Bernardo, surgindo os atuais sete municípios do Grande ABC.
São Bernardo do Campo conta com a maior população estimada do ABC (833.240 habitantes, de acordo com as estimativas de 2018 do IBGE). Na cidade está localizada mais de 70% da represa Billings, e parques cincundantes à represa, como o do Estoril, localizado nas imediações do Riacho Grande, com acesso pela Rodovia Caminho do Mar.
Com a Lei Complementar nº 1.139, de 16 de junho de 2011, aprovada pela Assembléia Legislativa do Estado de São Paulo, e, consequentemente, com o Plano de Desenvolvimento Urbano Integrado da Região Metropolitana de São Paulo (PDUI), os municípios da Região Metropolitana de São Paulo também passaram a ser zoneadas de acordo com as sub-regiões da capital. Desta forma os municípios da região, juntamente com os bairros da Zona Sudeste do município de São Paulo passam a formar a Zona Sudeste da Grande São Paulo.

## Indústria e Sindicatos
A região conhecida  como  ABC  Paulista, que a partir do século XX já representa o maior bairro industrial da grande São Paulo, ganhou prestígio no cenário nacional desde os anos 1950, período de considerável  expansão industrial no Brasil e da instalação das montadoras de automóveis na região.
O ABC é marcado historicamente por ser o primeiro centro da indústria automobilística brasileira. A região é sede de diversas montadoras, como Mercedes-Benz, Ford, Volkswagen e General Motors, entre outras. No entanto, o setor de serviços também vem crescendo significativamente. Por exemplo, a base das operações, atualmente encerradas, da America Online, no Brasil, ficava em Santo André.

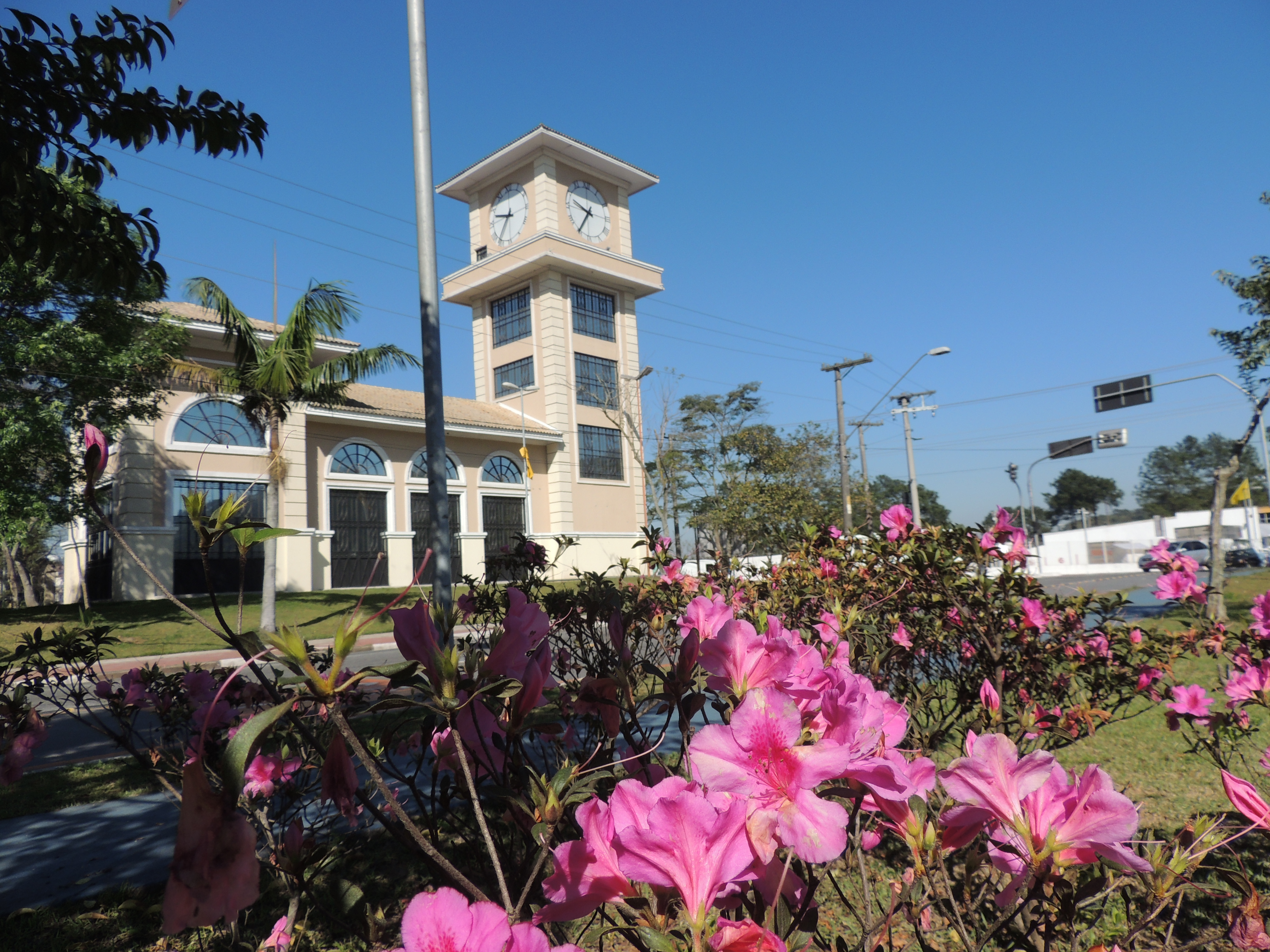
Ribeirão Pires, a única estância turística da Região Metropolitana de São Paulo e do Grande ABC.

A presença de indústrias desse porte fez com que a região fosse o berço do movimento sindical contemporâneo no Brasil. As greves dos operários foram fortes no final da década de 1970, o que resultaria na fundação do Partido dos Trabalhadores (PT) e da Central Única dos Trabalhadores (CUT), no início da década seguinte.
Esta força sindical concentrada em uma só região (do ABC) tomou dimensões gigantescas e, mesmo com seu caráter importante para defender os trabalhadores brasileiros, também teve uma contribuição negativa; considerando que muitas plantas de grandes indústrias deixaram de se instalar ou migraram a outras regiões do país. São exemplos: a FIAT em Minas Gerais e a Ford, dentre outras, e toda a rede de fornecedores que abastecem estas megaindústrias.
Todo este caráter político-social também se refletiu nas artes e cultura da região, principalmente no teatro. Grupos e espetáculos foram criados nesta época, refletindo bem sua realidade. Esta crescente manifestação cultural acabou germinando em grupos de teatro que ainda hoje são atuantes.

## Municípios
| Município             | Área (km²) | População (2022) | IDH/2010         | PIB em R$ (2020)  | PIB per capita em R$ (2020) | Ref.   |
| --------------------- | ---------- | ---------------- | ---------------- | ----------------- | --------------------------- | ------ |
| Diadema               | 30,732     | 393.237          | 0,757 alto       | R$ 13,87 bilhões  | R$ 35.282,92                | [ 10 ] |
| Mauá                  | 61,909     | 472.912          | 0,766 alto       | R$ 15 bilhões     | R$ 35.864,96                | [ 11 ] |
| Ribeirão Pires        | 99,175     | 115.559          | 0,762 alto       | R$ 3,11 bilhões   | R$ 26.911,94                | [ 12 ] |
| Rio Grande da Serra   | 36,671     | 44.170           | 0,774 alto       | R$ 727,85 milhões | R$ 16.478,41                | [ 13 ] |
| Santo André           | 175,782    | 748.919          | 0,815 muito alto | R$ 25,83 bilhões  | R$ 36.249,85                | [ 14 ] |
| São Bernardo do Campo | 409,532    | 810.729          | 0,805 muito alto | R$ 46,67 bilhões  | R$ 57.566,99                | [ 15 ] |
| São Caetano do Sul    | 15,331     | 165.655          | 0,862 muito alto | R$ 14,28 bilhões  | R$ 86.200,01                | [ 16 ] |
| Total                 | 829,132    | 2.671.500        | 0,790            | R$ 119,49 bilhões | —                           |        |

## Rodovias
- Rodovia dos Imigrantes
- Rodovia Anchieta
- Rodoanel Mário Covas
- Rodovia Índio Tibiriçá
- Rodovia Deputado Antônio Adib Chammas